# Maurice Méric
Pour les articles homonymes, voir Méric.
Maurice Méric, né le 28 octobre 1926 à Toulon et mort le 17 septembre 2006 à Marseille, est un officier de l'armée française, au sein de la Légion étrangère.

## Biographie
Engagé dans les Forces françaises de l'intérieur (FFI) de Dordogne pendant l'occupation, il passe dans l'armée régulière à la Libération. Il s'engage alors "pour la durée de la guerre" au 50e Régiment d'infanterie sur le front de l'Atlantique. Nommé caporal en 1945, il est affecté au 18e Régiment d'infanterie et sert en Allemagne jusqu'à l'année suivante, au cours de laquelle il est muté au 9e régiment de zouaves. Il part avec son régiment pour la Tunisie où il est nommé sergent.
En 1949, il est admis à l'École spéciale militaire interarmes.
Promu sous-lieutenant en 1951, il est affecté, l'année suivante, en Extrême-Orient, au sein du 2e Régiment étranger, unité de la Légion étrangère. Il y gagne la Croix de guerre des TOE avec une citation à l'ordre de la brigade, pour son action lors des combats de Kien Cimp et de Giah Lue au Nord Viêtnam. En 1954, il est de nouveau cité, à l'ordre du corps d'armée cette fois, après avoir été blessé lors de l'assaut du village de Bich Nam.
Chef de section au 2e REI, il est fait prisonnier lors de la chute du camp retranché de Điện Biên Phủ le 8 mai 1954. Libéré en septembre de la même année, il est rapatrié en France.
Il retrouve la Légion étrangère en 1956, lorsqu'il est affecté au 5e Régiment étranger d'infanterie en Afrique du Nord. Il est alors cité à l'ordre de la division en 1957. Promu au grade de capitaine le 1er janvier 1959, il est responsable du service auto du régiment.
De 1959 à 1961, il sert à l'École d'application de l'infanterie. Il rejoint la 13e Demi-brigade de Légion étrangère en juillet 1961. L'année suivante, son unité rejoint la Côte française des Somalis pour y tenir garnison. Il y occupe successivement les fonctions d'officier du matériel puis de commandant d'unité de la CCAS (Compagnie de commandement, d'appui et des services) entre 1963 et 1965.
À son retour en France, il est affecté au 1er Régiment étranger à Aubagne et prend la tête du Service du moral et des œuvres de la Légion étrangère (SMOLE). Promu chef de bataillon, il retourne servir à la 13 en 1971. Il occupe alors successivement les fonctions de chef des services techniques puis chef des services administratifs.
Affecté de nouveau à Aubagne à son retour, il prend la direction du Service du moral et du foyer d'entraide de la Légion étrangère (SM/FELE), successeur du SMOLE.
Le 1er juillet 1975, il fait valoir ses droits à la retraite alors qu'il est lieutenant-colonel.
Maurice Méric est mort le 17 septembre 2006 à Marseille.

## Sources
- Division histoire et patrimoine de la Légion étrangère
- Képi blanc